# Lista de prefeitos de Cachoeiro de Itapemirim
Esta é a lista de prefeitos do município de Cachoeiro de Itapemirim, estado brasileiro de Espírito Santo.
Embora a emancipação política tenha ocorrido em 1867, no entanto somente a partir de 1914, Cachoeiro de Itapemirim passou a ser governado por prefeitos. Antes, denominava-se intendente a principal autoridade do executivo, cargo que era por vezes acumulado, com o de presidente da Câmara.
O cargo de prefeito no Brasil, foi criado em 11 de abril de 1835, pela assembleia provincial paulista, em reação aos amplos poderes conferidos pelo Código de Processo Criminal de 1832 às câmaras municipais. Seguiram o exemplo paulista seis províncias do nordeste brasileiro (Alagoas, Ceará, Maranhão, Paraíba, Pernambuco e Sergipe).
Sob a vigente ordem constitucional, essa designação é dada ao funcionário público do Poder Executivo municipal, que exerce seu cargo em função de uma legislatura (mandato), sendo para tanto eleito a cada quatro anos, podendo ser reeleito por mais 4 anos (segundo mandato).
Funções
O poder executivo municipal chefia a administração e comanda os serviços públicos, tendo como comandante o prefeito.
A partir da constituição brasileira de 1934, o cargo de prefeito passou a ser o único, em todo o Brasil, ao qual estão atribuídas as funções de chefe do poder executivo do governo local, em simetria aos chefes dos executivos da União e do estado, portanto, em forma monocrática. Este texto quer dizer que deverá haver harmonia e integração de ação entre as esferas envolvidas sem a intervenção de uma na outra, exceto nos casos previstos na Constituição Federal.
Eleições
O prefeito é eleito por sufrágio universal, secreto, direto, em pleito simultâneo em todo o País, realizado a cada quatro anos, no primeiro domingo de outubro.
E trinta dias após tem lugar o segundo turno, se o eleito em primeiro lugar não atingir 50% dos votos válidos mais um voto, no caso de municípios com mais de duzentos mil eleitores.
Conforme a legislação eleitoral atual no Brasil para tornar-se elegível, exige-se uma série de requisitos;
- Possuir nacionalidade brasileira ou portuguesa (neste caso, o cidadão português deve se encontrar amparado pelo Estatuto de Igualdade entre Portugueses e Brasileiros),
- Título de eleitor em dia e estar em gozo pleno do exercício dos direitos políticos,
- Domicilio eleitoral na circunscrição na qual o candidato se apresenta,
- Filiação partidária,
- Ser alfabetizado (tópico invalidado pela atual constituição brasileira de 1988),
- Desincompatibilização de cargo público — Se ocupa um cargo público deve sair seis meses antes das eleições e voltar caso possa só após seis meses ao pleito eleitoral,
- Renúncia de outro mandado até seis meses antes do pleito e não ser parente afim ou consangüíneo, até segundo grau, ou cônjuge de titular de cargo eletivo; pode, entretanto, ser candidato à reeleição (artigo 14 da Constituição),
- Ter idade mínima de 21 anos.

| Nº                                                    | Nome                                                                                    | Imagem                | Partido                                          | Início do mandato       | Fim do mandato                          | Observações                               |
| Primeira República (1914–1930)                        |                                                                                         |                       |                                                  |                         |                                         |                                           |
| 1                                                     | Francisco M. de Carvalho Braga (1874– Cachoeiro de Itapemirim, ??.12.1930)              |                       | Partido Democrata Cristão PDC                    | 14 de outubro de 1914   | 29 de abril de 1916                     | Intendente                                |
| 2                                                     | Reinaldo Souto Machado                                                                  |                       | Partido Democrata Cristão PDC                    | 30 de abril de 1916     | 1° de dezembro de 1918                  | Intendente                                |
| 3                                                     | Luiz Tinoco da Fonseca (Campos dos Goytacazes, 20.10.1887 –Rio de Janeiro, 21.09.1968)  |                       | PMD                                              | 2 de dezembro de 1918   | 22 de agosto de 1920                    | Intendente                                |
| 4                                                     | Luís Fernando Monteiro Lindenberg (Cachoeiro de Itapemirim, 1895 –Rio de Janeiro, 1955) |                       | Partido Democrata Cristão PDC                    | 23 de agosto de 1920    | 2 de março de 1922                      | Intendente                                |
| 5                                                     | Augusto Emílio Estelita Lins (Recife, 13.05.1892– Vitória, 30.12.1988)                  |                       | PST                                              | 3 de março de 1922      | 12 setembro de 1924                     | Intendente                                |
| 6                                                     | Augusto Seabra Muniz                                                                    |                       | Partido Democrata Cristão PDC                    | 13 setembro de 1924     | 24 de abril de 1926                     | Intendente                                |
| 7                                                     | Francisco Alves Ataíde                                                                  |                       | PP                                               | 25 de abril de 1926     | 8 de fevereiro de 1929                  | Intendente                                |
| 8                                                     | Francisco Alves Ataíde                                                                  |                       | PP                                               | 9 de fevereiro de 1929  | 19 de novembro de 1930                  | Intendente                                |
| Segunda e Terceira República — Era Vargas (1930–1945) |                                                                                         |                       |                                                  |                         |                                         |                                           |
| 9                                                     | Fernando de Abreu (Abre Campo, 05.12.1884–??)                                           |                       | PP                                               | 20 de novembro de 1930  | 14 de março de 1933                     | Prefeito nomeado                          |
| 10                                                    | José Ribeiro Martins                                                                    |                       | PMD                                              | 15 de março de 1933     | 6 de outubro de 1933                    | Prefeito nomeado                          |
| 11                                                    | Brício de Moraes Mesquita (??–1955)                                                     |                       | PST                                              | 7 de outubro de 1933    | 23 de dezembro de 1935                  | Prefeito nomeado                          |
| 12                                                    | Gabriel Corte Imperial (Cachoeiro de Itapemirim, 04.01.1905– ??)                        |                       | PST                                              | 24 de dezembro de 1935  | 4 de janeiro de 1937                    | Prefeito eleito em sufrágio universal     |
| 13                                                    | Ary Lima (??–23.05.1950)                                                                |                       | PST                                              | 5 de janeiro de 1937    | 17 de maio de 1937                      | Prefeito interino                         |
| 14                                                    | Fernando de Abreu (Abre Campo, 05.12.1884– Cachoeiro de Itapemirim, 08.09.1948)         |                       | PP                                               | 18 de maio de 1937      | 25 de novembro de 1944                  | Prefeito nomeado                          |
| 15                                                    | Ari Siqueira Viana (Cachoeiro de Itapemirim, 25.01.1905–08.11.1990)                     |                       | PDC                                              | 26 de novembro de 1944  | 15 de fevereiro de 1945                 | Prefeito nomeado                          |
| Quarta República (1945–1964)                          |                                                                                         |                       |                                                  |                         |                                         |                                           |
| 16                                                    | José Furtunato Ribeiro                                                                  |                       |                                                  | 16 de fevereiro de 1945 | 10 de março de 1947                     | Prefeito nomeado                          |
| 17                                                    | José Cupertino de Castro Filho                                                          |                       |                                                  | 11 de março de 1947     | 31 de março de 1947                     | Prefeito nomeado por 20 dias              |
| 18                                                    | Antenor Moreira Fraga                                                                   |                       |                                                  | 1° de abril de 1947     | 31 de dezembro de 1947                  |                                           |
| 19                                                    | Dulcino Monteiro de Castro (Campos dos Goytacazes, 25.10.1911–??)                       |                       | União Democrática Nacional UDN                   | 1º de janeiro de 1948   | 30 de janeiro de 1951                   | Prefeito eleito em sufrágio universal     |
| 20                                                    | Nello Vola Borelli (Cachoeiro de Itapemirim, 22.01.1900–??)                             |                       | Partido Trabalhista Brasileiro PTB               | 31 de janeiro de 1951   | 30 de janeiro de 1955                   | Prefeito eleito em sufrágio universal     |
| 21                                                    | Antônio Ferreira Penedo Sobrinho (??–26.01.1969)                                        |                       | Partido Social Democrático PSD                   | 31 de janeiro de 1955   | 30 de janeiro de 1959                   | Prefeito eleito em sufrágio universal     |
| 22                                                    | Raimundo de Araújo Andrade (Ceará, 09.10.1912–11.10.1970)                               |                       | Partido Trabalhista Brasileiro PTB               | 31 de janeiro de 1959   | 6 de agosto de 1962                     | Prefeito eleito em sufrágio universal     |
| —                                                     | Geraldo Cortes Fragoso                                                                  |                       |                                                  | 7 de agosto de 1962     | 30 de janeiro de 1963                   | Presidente da Câmara Municipal            |
| 23                                                    | Abel Santana                                                                            |                       | União Democrática Nacional UDN                   | 31 de janeiro de 1963   | 30 de janeiro de 1967                   | Prefeito eleito em sufrágio universal     |
| Quinta República (1964–1985)                          |                                                                                         |                       |                                                  |                         |                                         |                                           |
| 24                                                    | Nello Vola Borelli (Cachoeiro de Itapemirim, 22.01.1900–??)                             |                       | Aliança Renovadora Nacional ARENA                | 31 de janeiro de 1967   | 30 de janeiro de 1970                   | Prefeito eleito em sufrágio universal     |
| 25                                                    | Hélio Carlos Manhães (Cariacica, 25.12.1934–)                                           |                       | Movimento Democrático Brasileiro MDB             | 31 de janeiro de 1970   | 30 de janeiro de 1973                   | Prefeito eleito em sufrágio universal     |
| 26                                                    | Theodorico de Assis Ferraço (Cachoeiro de Itapemirim, 28.11.1937–)                      |                       | Aliança Renovadora Nacional ARENA                | 31 de janeiro de 1973   | 31 de janeiro de 1977                   | Prefeito eleito em sufrágio universal     |
| 27                                                    | Hélio Carlos Manhães (Cariacica, 25.12.1934–)                                           |                       | Movimento Democrático Brasileiro MDB             | 1° de fevereiro de 1977 | 30 de setembro de 1978                  | Prefeito eleito em sufrágio universal     |
| 28                                                    | Gilson Carone (1929– Cachoeiro de Itapemirim, 02.02.1995)                               |                       | Movimento Democrático Brasileiro MDB             | 31 de outubro de 1978   | 31 de janeiro de 1983                   | Vice-prefeito eleito no cargo de titular  |
| Sexta República, ou Nova República (1985–presente)    |                                                                                         |                       |                                                  |                         |                                         |                                           |
| 29                                                    | Roberto Valadão Almokdice (Colatina, 20.09.1938–)                                       |                       | Partido do Movimento Democrático Brasileiro PMDB | 1° de fevereiro de 1983 | 31 de dezembro de 1988                  | Prefeito eleito em sufrágio universal     |
| 30                                                    | Theodorico de Assis Ferraço (Cachoeiro de Itapemirim, 28.11.1937–)                      |                       | Partido da Frente Liberal PFL                    | 1º de janeiro de 1989   | 31 de dezembro de 1992                  | Prefeito eleito em sufrágio universal     |
| 31                                                    | José Tasso de Andrade (João Pessoa, 19.04.1942–)                                        |                       | Partido do Movimento Democrático Brasileiro PMDB | 1º de janeiro de 1993   | 19 de dezembro de 1996                  | Prefeito eleito em sufrágio universal     |
| —                                                     | Carlos Depes                                                                            |                       | PDT                                              | 20 de dezembro de 1996  | 1º de janeiro de 1997                   | Vice-prefeito eleito no cargo de prefeito |
| 32                                                    | Theodorico de Assis Ferraço (Cachoeiro de Itapemirim, 28.11.1937–)                      |                       | Partido Trabalhista Brasileiro PTB               | 2 de janeiro de 1997    | 4 de julho de 2000                      | Prefeito eleito em sufrágio universal     |
| —                                                     | Anarim Albino da Silveira (Alegre, 17.07.1941–)                                         |                       | Partido da Frente Liberal PFL                    | 5 de julho de 2000      | 31 de dezembro de 2000                  | Vice-prefeito eleito no cargo de prefeito |
| —                                                     | Theodorico de Assis Ferraço (Cachoeiro de Itapemirim, 28.11.1937–)                      |                       | Partido Trabalhista Brasileiro PTB               | 1º de janeiro de 2001   | 31 de dezembro de 2004                  | Prefeito reeleito em sufrágio universal   |
| 33                                                    | Roberto Valadão Almokdice (Colatina, 20.09.1938–)                                       |                       | Partido do Movimento Democrático Brasileiro PMDB | 1º de janeiro de 2005   | 31 de dezembro de 2008                  | Prefeito eleito em sufrágio universal     |
| 34                                                    | Carlos Roberto Casteglione Dias (Cachoeiro de Itapemirim, 20.07.1960–)                  |                       | Partido dos Trabalhadores PT                     | 1º de janeiro de 2009   | 31 de dezembro de 2012                  | Prefeito eleito em sufrágio universal     |
| 34                                                    | Carlos Roberto Casteglione Dias (Cachoeiro de Itapemirim, 20.07.1960–)                  | 1º de janeiro de 2013 | Partido dos Trabalhadores PT                     | 31 de dezembro de 2016  | Prefeito reeleito em sufrágio universal |                                           |
| 35                                                    | Victor da Silva Coelho (Cachoeiro de Itapemirim, 02.12.1975–)                           |                       | Partido Socialista Brasileiro PSB                | 1º de janeiro de 2017   | 31 de dezembro de 2020                  | Prefeito eleito em sufrágio universal     |
| 35                                                    | Victor da Silva Coelho (Cachoeiro de Itapemirim, 02.12.1975–)                           | 1° de janeiro de 2021 | Partido Socialista Brasileiro PSB                | 31 de dezembro de 2024  | Prefeito reeleito em sufrágio universal |                                           |
| 36                                                    | Theodorico de Assis Ferraço (Cachoeiro de Itapemirim, 28.11.1937–)                      |                       | Progressistas PP                                 | 1º de janeiro de 2025   | -                                       | Prefeito eleito em sufrágio universal     |